# Вальбурга Габсбурґ Дуглас
Вальбурга Марія Франческа Гелена Елізабет Габсбурґ Дуглас (нім. Walburga Habsburg Douglas; нар. 5 жовтня 1958, Вюрцбург) — австрійська принцеса, німецька і шведська юристка та політична діячка, депутатка шведського парламенту з 2006 по 2014 рік. Віцепрезидентка Пан'європейського Союзу і членкиня правління Інституту інформування про злочини комунізму.
Ерцгерцогиня з династії Габсбурґ-Лотаринґен, донька титулярного імператора Австро-Угорщини Отто та принцеси Регіни Саксен-Мейнінгенської.

## Біографія
Вальбурга Марія Франческа Гелена Елізабета народились 5 жовтня 1958 у місті Берг, Верхня Баварія, в родині титулярного імператора Австро-Угорщини, короля Хорватії, Богемії, Галичини та Володимерії Отто фон Габсбурґа та його дружини Регіни Саксен-Мейнінгенської. Вона є п'ятою донькою, в сім'ї вже росли доньки Андреа, Моніка фон Габсбурґ, Мікаела фон Габсбурґ, Габріела, а згодом з'явились брати Карл та Георг.
Внучка останнього імператора Карла I, принцеса Австрії, Угорщини і Богемії, має право на титул «Ваша Імператорська та Королівська Високосте».
У Швеції вона має титул графині Скеннінге, як дружина графа Арчибальда Дугласа, члена шведської гілки Шотландського шляхетського клану Дугласів та нащадка фельдмаршала Роберта Дугласа. Проживає в Замку Ексенхольм у Швеції.
У момент народження її батько був без громадянства, проживав в Німеччині за іспанським дипломатичним паспортом, оскільки їх родина була в той час вислана з Австрії.
Після закінчення навчання в 1977 році вона захистила докторську дисертацію у Зальцбурзі. З 1979 по 1992 рік працювала помічницею депутата у Європейському парламенті. У 1983 році навчалася в Центрі національної журналістики у Вашингтоні, і працювала в офісі Reader's Digest. 1985—1992 рр. працювала в Міністерстві інформації султанату Оман. 2004 року стала членкинею ради Арабського міжнародного медіа-форуму в Лондоні.

## Політична кар'єра
У 1973 році вона співзаснувала Паневропейську партію Німеччини, була її головою в Баварії та заступницею голови на національному рівні. З 1980 по 1988 рік була помічницею генерального секретаря Міжнародного Паневропейського Союзу, з 1988 по 2004 рік була її генеральною секретаркою, а з 2004 року — виконавчою віцепрезидентом.
Була однією з організаторів «Паневропейського Пікніка» під час падіння «Залізній завісі» 19 серпня 1989 року, на кордоні між Угорщиною та Австрією. Під час цієї акції понад 660 німців з НДР перейшли кордон. Це було найбільшою кількістю біженців з часів будівництва Берлінської стіни, і багато хто вважає, що це є одним з головних символів падіння східноєвропейського комунізму в Центральній Європі.
З 2003 року вона є головою місцевої організації Шведської поміркованої партії. З 2005 року є членкинею правління Фонду Ярла Хялмарсона (Jarl Hjalmarson Foundation), пов'язаного з Помірною партією.
У 1999 та 2004 роках балотувалась до Європейського Парламенту від Поміркованої партії, у 2002 та 2006 роках балотувалась до національного парламенту.
17 вересня 2006 року обрана до Шведського парламенту. Голова шведської парламентської делегації в ОБСЄ з 2006 р. Переобрана у Шведський парламент у 2010 році. Активна діячка та членкиня правління Інституту інформування про злочини комунізму.

## Особисте життя
Одружилася зі шведським графом Арчибальдом Дугласом 5 грудня 1992 року в Будапешті, Угорщина.
30 березня 1994 року народила сина, графа Моріса Отто Вензеля Дугласа.
Сім'я її чоловіка — видатна шляхетна родина Швеції, що походить від шотландського роду фельдмаршала Роберта Дугласа, графа Скеннінге.
Титул графів, наданий Королевою Швеції Крістіною у 1654 році, юридично визнаний в країні. 
За шлюбом вона носить титул Графіни Дуглас, Швеція є країною проживання та громадянства.

## Генеалогія
| Отто Франц Австрійський | Отто Франц Австрійський | Отто Франц Австрійський | Отто Франц Австрійський | Отто Франц Австрійський | Отто Франц Австрійський |        |        | Марія Йозефа Саксонська | Марія Йозефа Саксонська | Марія Йозефа Саксонська | Марія Йозефа Саксонська | Марія Йозефа Саксонська | Марія Йозефа Саксонська |                   |                   | Роберто Пармський | Роберто Пармський | Роберто Пармський | Роберто Пармський | Роберто Пармський    | Роберто Пармський    |                      |                      | Марія Антонія Португальська | Марія Антонія Португальська | Марія Антонія Португальська | Марія Антонія Португальська | Марія Антонія Португальська | Марія Антонія Португальська |  |  | Фрідріх Саксен-Мейнінгенський | Фрідріх Саксен-Мейнінгенський | Фрідріх Саксен-Мейнінгенський | Фрідріх Саксен-Мейнінгенський | Фрідріх Саксен-Мейнінгенський | Фрідріх Саксен-Мейнінгенський |                             |                             | Адельгейда цур Ліппе-Бістерфельд | Адельгейда цур Ліппе-Бістерфельд | Адельгейда цур Ліппе-Бістерфельд | Адельгейда цур Ліппе-Бістерфельд | Адельгейда цур Ліппе-Бістерфельд | Адельгейда цур Ліппе-Бістерфельд |                             |                             | Альфред Корф                | Альфред Корф                | Альфред Корф | Альфред Корф | Альфред Корф     | Альфред Корф     |                  |                  | Олена Хільжерс   | Олена Хільжерс   | Олена Хільжерс | Олена Хільжерс | Олена Хільжерс | Олена Хільжерс |  |  |
| Отто Франц Австрійський | Отто Франц Австрійський | Отто Франц Австрійський | Отто Франц Австрійський | Отто Франц Австрійський | Отто Франц Австрійський |        |        | Марія Йозефа Саксонська | Марія Йозефа Саксонська | Марія Йозефа Саксонська | Марія Йозефа Саксонська | Марія Йозефа Саксонська | Марія Йозефа Саксонська |                   |                   | Роберто Пармський | Роберто Пармський | Роберто Пармський | Роберто Пармський | Роберто Пармський    | Роберто Пармський    |                      |                      | Марія Антонія Португальська | Марія Антонія Португальська | Марія Антонія Португальська | Марія Антонія Португальська | Марія Антонія Португальська | Марія Антонія Португальська |  |  | Фрідріх Саксен-Мейнінгенський | Фрідріх Саксен-Мейнінгенський | Фрідріх Саксен-Мейнінгенський | Фрідріх Саксен-Мейнінгенський | Фрідріх Саксен-Мейнінгенський | Фрідріх Саксен-Мейнінгенський |                             |                             | Адельгейда цур Ліппе-Бістерфельд | Адельгейда цур Ліппе-Бістерфельд | Адельгейда цур Ліппе-Бістерфельд | Адельгейда цур Ліппе-Бістерфельд | Адельгейда цур Ліппе-Бістерфельд | Адельгейда цур Ліппе-Бістерфельд |                             |                             | Альфред Корф                | Альфред Корф                | Альфред Корф | Альфред Корф | Альфред Корф     | Альфред Корф     |                  |                  | Олена Хільжерс   | Олена Хільжерс   | Олена Хільжерс | Олена Хільжерс | Олена Хільжерс | Олена Хільжерс |  |  |
|                         |                         |                         |                         |                         |                         |        |        |                         |                         |                         |                         |                         |                         |                   |                   |                   |                   |                   |                   |                      |                      |                      |                      |                             |                             |                             |                             |                             |                             |  |  |                               |                               |                               |                               |                               |                               |                             |                             |                                  |                                  |                                  |                                  |                                  |                                  |                             |                             |                             |                             |              |              |                  |                  |                  |                  |                  |                  |                |                |                |                |  |  |
|                         |                         |                         |                         | Карл I                  | Карл I                  | Карл I | Карл I | Карл I                  | Карл I                  |                         |                         |                         |                         |                   |                   |                   |                   |                   |                   | Зіта Бурбон-Пармська | Зіта Бурбон-Пармська | Зіта Бурбон-Пармська | Зіта Бурбон-Пармська | Зіта Бурбон-Пармська        | Зіта Бурбон-Пармська        |                             |                             |                             |                             |  |  |                               |                               |                               |                               | Георг Саксен-Мейнінгенський   | Георг Саксен-Мейнінгенський   | Георг Саксен-Мейнінгенський | Георг Саксен-Мейнінгенський | Георг Саксен-Мейнінгенський      | Георг Саксен-Мейнінгенський      |                                  |                                  |                                  |                                  |                             |                             |                             |                             |              |              | Клара Марія Корф | Клара Марія Корф | Клара Марія Корф | Клара Марія Корф | Клара Марія Корф | Клара Марія Корф |                |                |                |                |  |  |
|                         |                         |                         |                         | Карл I                  | Карл I                  | Карл I | Карл I | Карл I                  | Карл I                  |                         |                         |                         |                         |                   |                   |                   |                   |                   |                   | Зіта Бурбон-Пармська | Зіта Бурбон-Пармська | Зіта Бурбон-Пармська | Зіта Бурбон-Пармська | Зіта Бурбон-Пармська        | Зіта Бурбон-Пармська        |                             |                             |                             |                             |  |  |                               |                               |                               |                               | Георг Саксен-Мейнінгенський   | Георг Саксен-Мейнінгенський   | Георг Саксен-Мейнінгенський | Георг Саксен-Мейнінгенський | Георг Саксен-Мейнінгенський      | Георг Саксен-Мейнінгенський      |                                  |                                  |                                  |                                  |                             |                             |                             |                             |              |              | Клара Марія Корф | Клара Марія Корф | Клара Марія Корф | Клара Марія Корф | Клара Марія Корф | Клара Марія Корф |                |                |                |                |  |  |
|                         |                         |                         |                         |                         |                         |        |        |                         |                         |                         |                         |                         |                         |                   |                   |                   |                   |                   |                   |                      |                      |                      |                      |                             |                             |                             |                             |                             |                             |  |  |                               |                               |                               |                               |                               |                               |                             |                             |                                  |                                  |                                  |                                  |                                  |                                  |                             |                             |                             |                             |              |              |                  |                  |                  |                  |                  |                  |                |                |                |                |  |  |
|                         |                         |                         |                         |                         |                         |        |        |                         |                         |                         |                         | Отто фон Габсбург       | Отто фон Габсбург       | Отто фон Габсбург | Отто фон Габсбург | Отто фон Габсбург | Отто фон Габсбург |                   |                   |                      |                      |                      |                      |                             |                             |                             |                             |                             |                             |  |  |                               |                               |                               |                               |                               |                               |                             |                             |                                  |                                  |                                  |                                  | Регіна Саксен-Мейнінгенська      | Регіна Саксен-Мейнінгенська      | Регіна Саксен-Мейнінгенська | Регіна Саксен-Мейнінгенська | Регіна Саксен-Мейнінгенська | Регіна Саксен-Мейнінгенська |              |              |                  |                  |                  |                  |                  |                  |                |                |                |                |  |  |
|                         |                         |                         |                         |                         |                         |        |        |                         |                         |                         |                         | Отто фон Габсбург       | Отто фон Габсбург       | Отто фон Габсбург | Отто фон Габсбург | Отто фон Габсбург | Отто фон Габсбург |                   |                   |                      |                      |                      |                      |                             |                             |                             |                             |                             |                             |  |  |                               |                               |                               |                               |                               |                               |                             |                             |                                  |                                  |                                  |                                  | Регіна Саксен-Мейнінгенська      | Регіна Саксен-Мейнінгенська      | Регіна Саксен-Мейнінгенська | Регіна Саксен-Мейнінгенська | Регіна Саксен-Мейнінгенська | Регіна Саксен-Мейнінгенська |              |              |                  |                  |                  |                  |                  |                  |                |                |                |                |  |  |
|                         |                         |                         |                         |                         |                         |        |        |                         |                         |                         |                         |                         |                         |                   |                   |                   |                   |                   |                   |                      |                      |                      |                      |                             |                             |                             |                             |                             |                             |  |  |                               |                               |                               |                               |                               |                               |                             |                             |                                  |                                  |                                  |                                  |                                  |                                  |                             |                             |                             |                             |              |              |                  |                  |                  |                  |                  |                  |                |                |                |                |  |  |
|                         |                         |                         |                         |                         |                         |        |        |                         |                         |                         |                         |                         |                         |                   |                   |                   |                   |                   |                   |                      |                      |                      |                      |                             |                             |                             |                             | Вальбурга                   |                             |  |  |                               |                               |                               |                               |                               |                               |                             |                             |                                  |                                  |                                  |                                  |                                  |                                  |                             |                             |                             |                             |              |              |                  |                  |                  |                  |                  |                  |                |                |                |                |  |  |